# Užupis-Gymnasium Vilnius
Das Užupis-Gymnasium Vilnius (Vilniaus Užupio gimnazija) ist ein allgemeinbildendes Gymnasium mit dem besonderen Bildungsschwerpunkt Deutsch in der litauischen Hauptstadt Vilnius, im Stadtteil Užupis (Altstadt Vilnius). Zu den anderen Fremdsprachen gehören Englisch, Russisch, Italienisch, Spanisch und Japanisch. Zum großen Teil wird der Fremdsprachenunterricht von Muttersprachlern erteilt. Es gibt Schüleraustausche mit Deutschland, Italien, Japan und der Schweiz. Das Gymnasium arbeitet mit deutschen Schulen in Erfurt, Duisburg und Neuhof in Osthessen zusammen.

## Deutschunterricht
Der 1962 zum Direktor ernannte Algirdas Šuksteris (dt. Schuchster)  hat Anstrengungen unternommen, um der Schule den Status einer Lehreinrichtung mit einem besonderen Bildungsschwerpunkt der deutschen Sprache zu verschaffen. Von 1961 bis 1962 korrespondierte man mit dem Bildungsministerium, dem Exekutivkomitee der Stadt Vilnius und anderen Behörden.
1963 wurde der verstärkte Deutschunterricht ab der zweiten Klasse der Schule eingeführt. In der Mittelstufe und in der Oberstufe gab es bis zu 8 Deutschunterrichtsstunden pro Woche. Als Kuratorin dieses Bildungsschwerpunkts wurde sogar eine stellvertretende Direktorin für die deutsche Sprache ernannt. Delegationen von Lehrern und Schülern wurden ausgetauscht. Es wurde begonnen, Deutschlehrer zu Kursen in Deutschland (DDR) zu entsenden.
Die Gymnasiasten können jetzt das Deutsche Sprachdiplom der Stufe I und II der KMK der Bundesrepublik Deutschland erwerben. Die Schüler nehmen jährlich an den Wettbewerben „Lesefüchse international“ und „Jugend debattiert international“ sowie am Baltischen Sprachcamp in Lettland teil. Am Gymnasium arbeiten zwei Deutschlehrerinnen.

## Geschichte
Am 2. Oktober 1944 wurde die 13. Grundschule Vilnius (Vilniaus pradinė mokykla Nr. 13) vom sowjetischen Exekutivkomitee der Stadt Vilnius in Sowjetlitauen errichtet. Aufgrund der Verordnung des sowjetlitauischen Bildungsministers vom 30. August 1949 wurde die Schule zur 6. siebenjährigen Schule Vilnius und im August 1954 zur 16. Sekundarschule Vilnius. Aufgrund der Verordnung des Vorsitzenden des Stadtrats Vilnius bekam die Schule den Užupis-Namen Vilniaus Užupio vidurine mokykla und im Juni 1999 den Status eines Gymnasiums.

## Schüler
- Deividas Matulionis (* 1963), Diplomat, Botschafter in Deutschland, Regierungskanzler